# Gerlinde Baumann
Gerlinde Baumann (* 1962) ist eine deutsche evangelische Theologin, Dozentin, Übersetzerin und Coach.

## Leben
Nach ihrem Abitur in Burgdorf studierte Baumann evangelische Theologie, Ägyptologie und Altorientalistik an den Universitäten Tübingen, Hamburg und Marburg. Von 1991 bis 1994 war sie Promotionsstipendiatin des Evangelischen Studienwerks Villigst. 1994 wurde Baumann mit der Arbeit „‘Wer mich findet, hat Leben gefunden’. Traditionsgeschichtliche und theologische Studien zur Weisheitsgestalt in Proverbien 1-9“ an der Universität Heidelberg promoviert. Von 1995 bis 1997 absolvierte sie ihr Vikariat in der Evangelisch-lutherischen Landeskirche Hannovers. Zwischen 2006 und 2009 war Baumann im Pfarrdienst tätig. Von 2009 war sie außerplanmäßige Professorin für Altes Testament an der Universität Marburg und 2005 mit der Universität Pretoria als Research Fellow verbunden. Seit 2009 arbeitet sie freiberuflich als Fachübersetzerin, Dozentin, Autorin theologischer Sach- und Fachliteratur, Fachlektorin und als Coach.

## Schriften (Auswahl)
- Karin Lehmeier/Gerlinde Baumann/Rebecca Nagel, Wie verstehst du, was du liest? Die Entwicklung bibelhermeneutischen Denkens in der exegetischen Professionalisierung (Erscheinen für 2024 geplant)
- Antje Röckemann/Gerlinde Baumann/Elke Seifert, Theologie geschlechterbewusst. kontextuell neu denken, Studienbrief: Gott (zweite, vollständig überarbeitete Neuauflage), hg. von den Evangelischen Frauen in Deutschland (EFid), dem Studienzentrum der EKD für Genderfragen in Kirche und Theologie und dem Comenius-Institut Evangelische Arbeitsstelle Fernstudium (EvAF), Frankfurt/M. 2015.
- Gerlinde Baumann/Dirk Human/Maria Häusl/Susanne Gillmayr-Bucher (Hg.), Zugänge zum Fremden. Methodisch-hermeneutische Perspektiven zu einem biblischen Thema, Linzer philosophisch-theologische Beiträge 25, Frankfurt/M. u. a.: Peter-Lang-Verlagsgruppe 2012.
- Ewiges Leben. Hoffnung über den Tod hinaus, Herder spectrum 6179, Freiburg u. a.: Verlag Herder 2010.
- Gerlinde Baumann/Elisabeth Hartlieb (Hg.), Fundament des Glaubens oder Kulturdenkmal? Vom Umgang mit der Bibel heute, Leipzig: Evangelische Verlagsanstalt 2007.
- Gottesbilder der Gewalt im Alten Testament verstehen, Darmstadt: Wissenschaftliche Buchgesellschaft 2006; portugiesische Übersetzung: Entender as imagens divinas da violência no Antigo Testamento, São Paulo: Edições Loyola 2011.
- Gottes Gewalt im Wandel. Traditionsgeschichtliche und intertextuelle Studien zu Nahum 1,2-8, WMANT 108, Neukirchen-Vluyn: Neukirchener Verlag 2005.
- Liebe und Gewalt. Die Ehe als Metapher für das Verhältnis JHWH-Israel in den Prophetenbüchern, SBS 185, Stuttgart: Katholisches Bibelwerk 2000; englische Übersetzung: Love and Violence. Marriage as Metaphor for the Relationship between YHWH and Israel in the Prophetic Books, Collegeville/MN: Liturgical Press 2003.
- Die Weisheitsgestalt in Proverbien 1-9. Traditionsgeschichtliche und theologische Studien, FAT 16, Tübingen: Mohr Siebeck Verlag 1996.